# Momoko Sakura
Momoko Sakura (さくら ももこ Sakura Momoko?) (Shimizu-ku (Shizuoka), 8 de mayo de 1965 – 15 de agosto de 2018) fue una dibujante de manga japonesa, conocida sobre todo por su serie de manga Chibi Maruko-chan.

## Biografía
Poco se sabe de la vida de Momoko Sakura ya que era muy celosa de su vida privada. De hecho, ni siquiera hizo público su nombre real.
Sakura hizo su debut como artista en 1984. Su serie más conocida, Chibi Maruko-chan, se publicó primer en Ribon de 1986 a 1996 y continuó en forma de serie hasta 2022. La serie se basó en su propia infancia y se desarrolló en 1974 en los suburbios de Japón. Una serie de anime basada en Chibi Maruko-chan se emitió de 1990 a 1992, mientras que la segunda serie actual, que debutó en 1995, continúa hasta el día de hoy.
Sakura hizo otra serie de mangas más fantásticos y surrealistas como Coji-Coji (1997-1999). También trabajó con Marvelous Interactive para crear el videojuego de Dreamcast Sakura Momoko Gekijō Coji-Coji, y con Nintendo en el de Game Boy Advance titulado Sakura Momoko no Ukiuki Carnival. En 2005, diseñó los personajes para el videojuego de Xbox 360 Every Party.
La música ha aparecido a menudo en el trabajo de Sakura, desde las referencias de Yellow Magic Orchestra en las primeras colecciones de Chibi Maruko-chan y los reconocimientos a Shibuya-kei en el mundo surrealista de Coji-Coji.
Sakura murió de un cáncer de mama el 15 de agosto de 2018 a los 53 años. Antes de su muerte, escribió las letras que el músico Kazuyoshi Saito iba a cantar sobre ella. Saito utilizó la canción "Itsumo no Fūkei" como el tema de cierre de su anime Chibi Maruko-chan.

## Premios
En 1989, recibió el Premio de Manga Kōdansha en la categoría de Shōjo por Chibi Maruko-chan.